# Liste des sultans de Pate
 (juillet 2025).
Si vous disposez d'ouvrages ou d'articles de référence ou si vous connaissez des sites web de qualité traitant du thème abordé ici, merci de compléter l'article en donnant les références utiles à sa vérifiabilité et en les liant à la section « Notes et références ».
Cet article présente la liste des sultans de Pate, une île au Kenya.

## Liste
| Dates                | Titulaire                                 | Remarque ou source                        |
| -------------------- | ----------------------------------------- | ----------------------------------------- |
| 1203                 | Indépendance de Pate du sultanat de Kilwa | Indépendance de Pate du sultanat de Kilwa |
| Dynastie Nabahani    |                                           |                                           |
| 1688 à 1713          | Bwana Mkuu (en)                           | [ 1 ]                                     |
| 1713 à 17??          | Bwana Tamu (en)                           | [ 1 ]                                     |
| 1779 à 1809          | Fumo Madi ibn Abi Bakr (en)               | [ 1 ]                                     |
| 1809 à 1813          | Ahmad ibn Shaykh                          |                                           |
| 1813 à 1818          | Fumo Luti Kipunga ibn Fumo Madi           |                                           |
| 1818 à 18??          | Fumo Luti ibn Ahmad                       |                                           |
| 18?? à 1823          | Bwana Shaykh ibn Fumo Madi                | 1re fois                                  |
| 1823 à 18??          | Bwana Waziri ibn Bwana Tamu               | 1re fois                                  |
| 18?? à 18??          | Bwana Shaykh ibn Fumo Madi                | 2e fois                                   |
| 18?? à 1830          | Bwana Waziri ibn Bwana Tamu               | 2e fois                                   |
| 1830 à 1840          | Fumo Bakari ibn Shaykh                    |                                           |
| 1840 à 1856          | Ahmad ibn Fumo Bakari                     |                                           |
| 1856 à 1858          | Ahmad Simba Balla ibn Fumo Luti           |                                           |
| Dynastie subséquente |                                           |                                           |
| 1858 à 1870          | Shaykh Muhammad                           |                                           |
| 1870                 | Abolition du sultanat                     | Abolition du sultanat                     |